# Ein kleines Luder
Ein kleines Luder ist ein französisches Filmdrama von Jacques Doillon aus dem Jahr 1979.

## Handlung
Madeleine steht kurz vor der Pubertät. Sie lebt in einem kleinen Dorf und hat jeden Tag einen langen Weg zur Schule zurückzulegen. Ihr Vater hat die Familie verlassen und das Verhältnis zur Mutter ist tief gestört. Oft wird sie geschlagen, Zuneigung lehnt die Mutter ab. Als die Kinder in der Schule zum Muttertag ein Gedicht für ihre Mutter schreiben sollen, weigert sich Madeleine, könne sie ihre Mutter doch nicht leiden. Eines Tages trifft der Jugendliche François Madeleines Mutter. François ist 17 Jahre alt, arbeitslos, hat keinen Schulabschluss und lebt in einer heruntergekommenen Scheune auf dem Hof seiner Mutter und ihres neuen Ehemanns. François ist ein Außenseiter und verdient sich ein wenig Geld mit dem Verkauf von Papier und dem Sammeln von Pilzen. Nicht besonders intelligent, versucht er Madeleines Mutter zu umgarnen, doch scheucht sie ihn davon. Sie berichtet ihm, dass ihre Tochter Pickel habe und sie sich ständig aufkratze. François meint, dass er sie davon heilen könne.
Am nächsten Tag lauert er Madeleine auf ihrem Schulweg auf und bringt sie dazu, in seinen Mofa-Anhänger zu steigen. Er fesselt sie, macht ihr jedoch auch klar, dass alles mit ihrer Mutter abgesprochen sei. Zudem lockt er sie mit dem Hinweis, dass er einen Fernseher besitze. Zurück auf dem Hof seiner Eltern schließt er sie auf dem Scheunenboden in seinem Zimmer ein. Er bastelt eine falsche Videokamera, die er im Zimmer aufhängt, sodass er Madeleines Tätigkeiten selbst dann sehen könne, wenn er nicht anwesend sei. Er beginnt, ihre Pickel zu behandeln. Madeleine hat zunächst Angst, entwickelt jedoch mit der Zeit eine Zuneigung zu François. Er macht ihr klar, dass er nicht selbstständig handelt, sondern im Auftrag seiner „Auftraggeber“, die sich mit der Zeit als seine Eltern herausstellen, die wiederum nichts von Madeleine wissen. François’ anfängliche Drohungen, Madeleine zu schlagen, wenn sie nicht gehorsam sei, erweisen sich als effektlos, da Madeleine auch von ihrer Mutter regelmäßig geschlagen wird und es ihr nichts ausmacht.
Mit der Zeit wird Madeleine dominanter, zumal François selbst nicht weiß, was er mit ihr anfangen soll. Sie bringt ihn dazu, sich nach einem Streit mit seiner Mutter bei dieser zu entschuldigen, diktiert die Regeln, unter welchen Umständen sie ihm die Tür zum Dachzimmer öffnet und bestimmt, was er zum Essen kaufen soll. Sie beginnt, ihm zu vertrauen und ihn Vater zu nennen. Dennoch empfindet sie ihren Aufenthalt bei ihm mit der Zeit nicht mehr unterhaltsam und rennt davon, kehrt jedoch zu ihm zurück. Um sich nicht mehr zu langweilen, will sie ein Kind von ihm haben, doch macht ihr der schockierte François klar, dass sie dafür zu jung sei und sie eigentlich gar keine Ahnung von dem hat, was sie sich wünscht. Eines Tages sind die Pickel in Madeleines Nacken verschwunden und François eröffnet ihr, dass er sie daher wieder zu ihrer Mutter zurückbringen werde. Verschärft wird die Situation dadurch, dass François Steuern für sein Mofa nachzahlen muss und daher für 20 Tage ins Gefängnis gehen wird, weil er das Geld nicht hat. Beide trennen sich tieftraurig und Madeleine nimmt ihm das Versprechen ab, niemandem zu sagen, wo sie wohne. Wenig später sieht man beide vor den Augen der Polizei die Entführungsszene nachstellen. Es ist Madeleine, die dabei seine Hand ergreift. Als er sie wie damals in die Luft hebt, um sie in den Anhänger seines Mofas zu legen, flüstert sie ihm zu, dass sie beide so tun sollten, als ob sie tot sei.

## Produktion
Ein kleines Luder wurde 1978 in der Normandie gedreht. Hauptdarstellerin Madeleine Desdevises, die zum Zeitpunkt der Dreharbeiten elf Jahre alt war, starb bereits 1982 im Alter von 15 Jahren an Leukämie. Es blieb ihr einziger Film. Die Kostüme schuf Mic Cheminal, die Filmbauten stammten von Jean-Denis Robert. Jacques Doillon gab an, den Film als Reaktion auf William Wylers Der Fänger aus dem Jahr 1965 gedreht zu haben, der ihm nicht gefallen habe.
Der Film erlebte am 23. Mai 1979 im Rahmen der Internationalen Filmfestspiele von Cannes seine Premiere. In den französischen Kinos wurde er von 585.571 Zuschauern gesehen. Am 6. Juni 1980 lief der Film auch in den deutschen Kinos an.

## Kritik
Der film-dienst befand, dass der Film seine Geschichte „betont unspektakulär und ruhig erzählt“, er sei „herausragend gespielt und von einem leisen menschlichen Humor erfüllt.“ Die New York Times nannte Ein kleines Luder eine „süße, exzentrische Liebesgeschichte“. Für Cinema war der Film eine „toll gespielte Mischung aus Krimidrama, Liebesgeschichte und Parodie auf die Erwachsenenwelt. Fazit: Völlig unspektakulär und doch ergreifend“.

## Auszeichnungen
Ein kleines Luder lief in Cannes 1979 im Wettbewerb um die Goldene Palme. Jacques Doillon gewann für den Film in Cannes den Prix du jeune cinéma. Der Film erhielt 1980 zwei César-Nominierungen: Jacques Doillon war in der Kategorie Beste Regie und für das Beste Drehbuch für einen Preis nominiert.